# قرار مجلس الأمن التابع للأمم المتحدة رقم 1544
قرار مجلس الأمن التابع للأمم المتحدة رقم 1544، المعتمد في 19 مايو 2004، وبعد أن أشار المجلس إلى القرارات 242 (1967) و338 (1973) و446 (1979) و1322 (2000) و1397 (2002) و1402 (2002) و1403 (2002) و1405 (2002) و1435 (2002) و1515 (2003)، دعا المجلس إسرائيل إلى الكف عن هدم المنازل الفلسطينية.
وامتنعت الولايات المتحدة عن التصويت على القرار رقم 1544، قائلة أنها حثت إسرائيل على ممارسة ضبط النفس، وأن قضية المسلحين الفلسطينيين الذين يقومون بتهريب الأسلحة من خلال غزة لم يتم معالجتها.

## القرار

### الملاحظات
وأكد مجلس الأمن مجددا على أن إسرائيل، بوصفها السلطة القائمة بالاحتلال، ملتزمة بالتزاماتها القانونية بموجب اتفاقية جنيف الرابعة، في حين أنها دعيت إلى تلبية احتياجاتها الأمنية وفقا للقانون الدولي. وأعربت عن قلقه إزاء تدهور الحالة في الأراضي التي تحتلها إسرائيل منذ عام 1967 وإدانته لمقتل فلسطيني في منطقة رفح.
وأعربت ديباجة القرار أيضا عن قلقها إزاء هدم منازل الفلسطينيين في مخيم رفح. وأشار المجلس إلى التزامات الحكومة الإسرائيلية والسلطة الفلسطينية بموجب خريطة الطريق للسلام. وأدينت جميع أعمال الإرهاب والعنف والتدمير.

### الأعمال
ودعا المجلس إسرائيل إلى احترام التزاماتها بموجب القانون الإنساني الدولي وإنهاء هدم المنازل بما يشكل انتهاكا لذلك القانون. و كان هناك قلق إزاء الحالة الإنسانية ل الفلسطينيين الذين أصبحوا ب لا مأوى في منطقة رفح، ويلزم تقديم المساعدة الطارئة. ودعي الطرفان إلى وضع حد للعنف، واحترام الالتزامات القانونية، والتنفيذ الفوري للتزاماتهما بموجب خريطة الطريق.

## وصلات خارجية
- Text of the Resolution at undocs.org